# Eggermühlen
Eggermühlen is een gemeente in de Duitse deelstaat Nedersaksen. De gemeente maakt deel uit van de Samtgemeinde Bersenbrück in het Landkreis Osnabrück. Eggermühlen telt 1.780 inwoners.

## Indeling van de gemeente

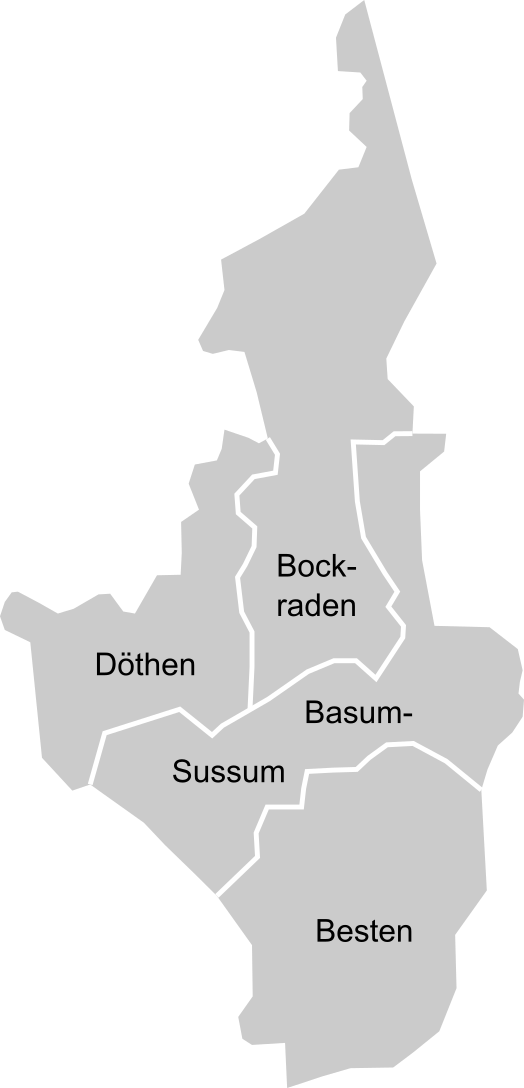
Ortsteile Eggermühlen

Eggermühlen bestaat uit de volgende dorpen en gehuchten (Ortsteile):
- Basum-Sussum
- Besten
- Bockraden
- Döthen
- Eggermühlen

Er bestond oorspronkelijk geen dorp met de naam Eggermühlen. De gemeente is naar het kasteel genoemd. Daaromheen is na de Tweede Wereldoorlog een dorpskern ontstaan.

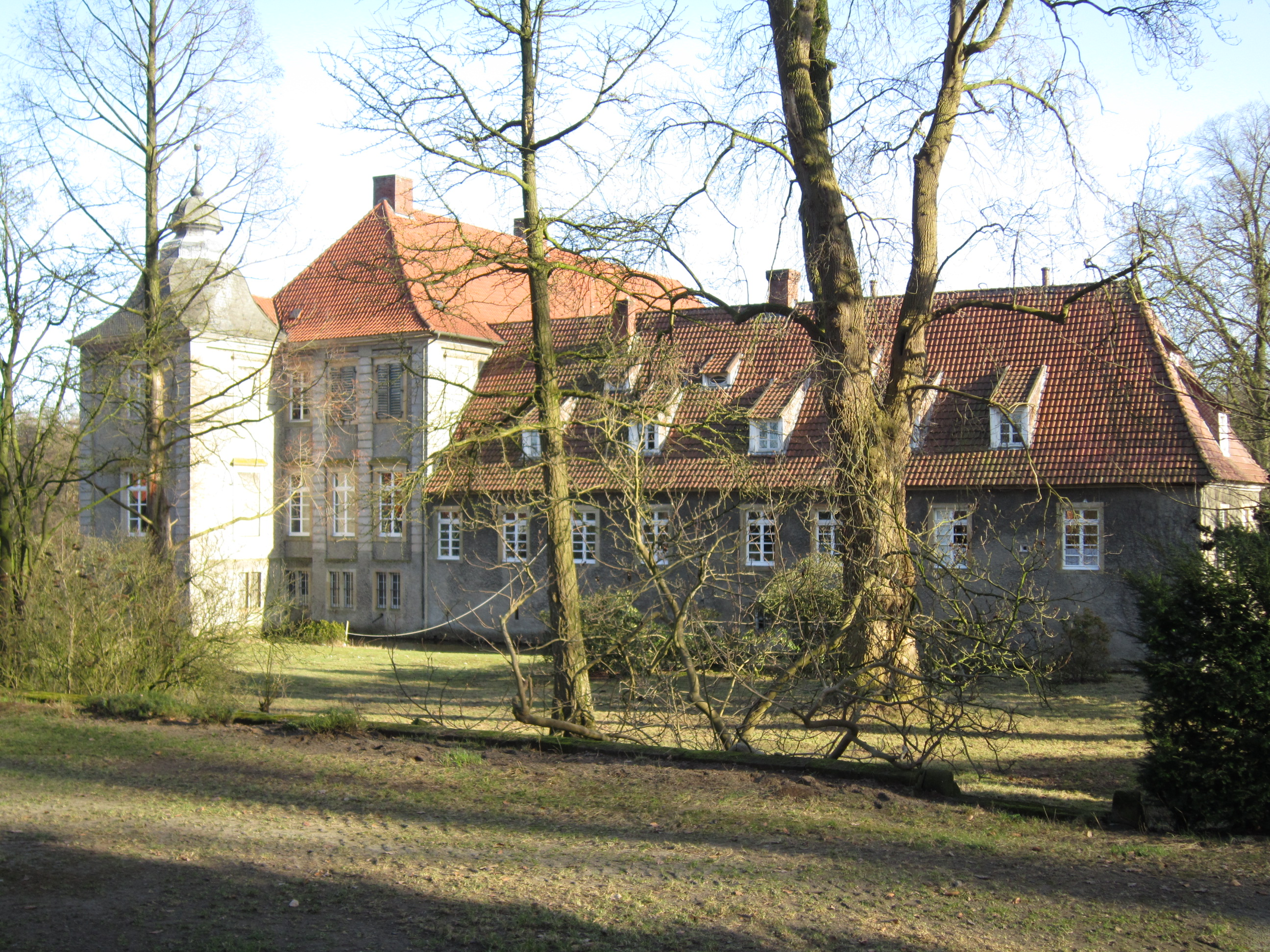
Kasteel Eggermühlen
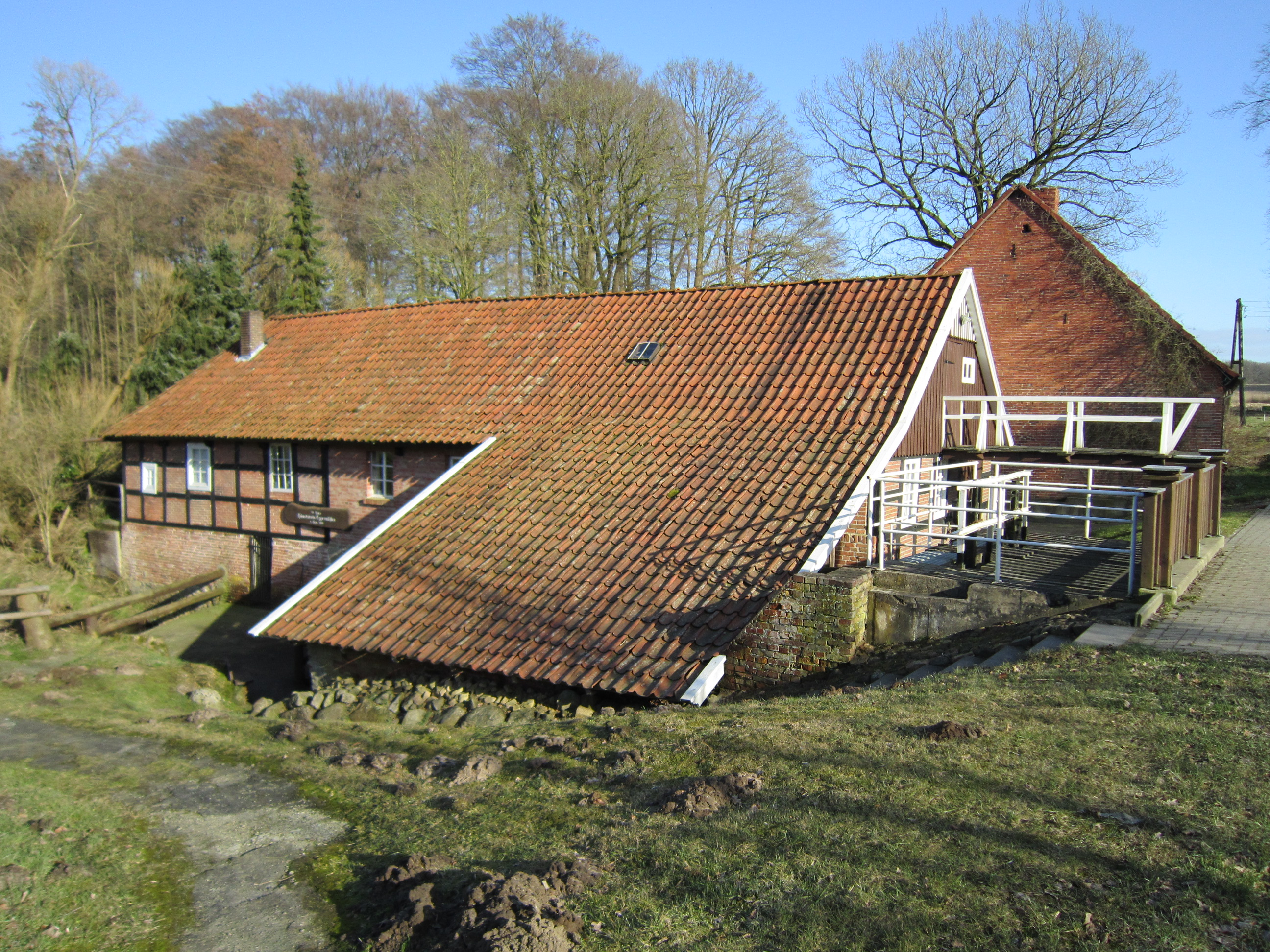
Watermolen bij het kasteel in Eggermühlen

## Bezienswaardigheden
In Eggermühlen ligt Großsteingrab Restrup met de napjessteen Teufelsstein of Deuvelstein, beide onderdeel van de Straße der Megalithkultur.

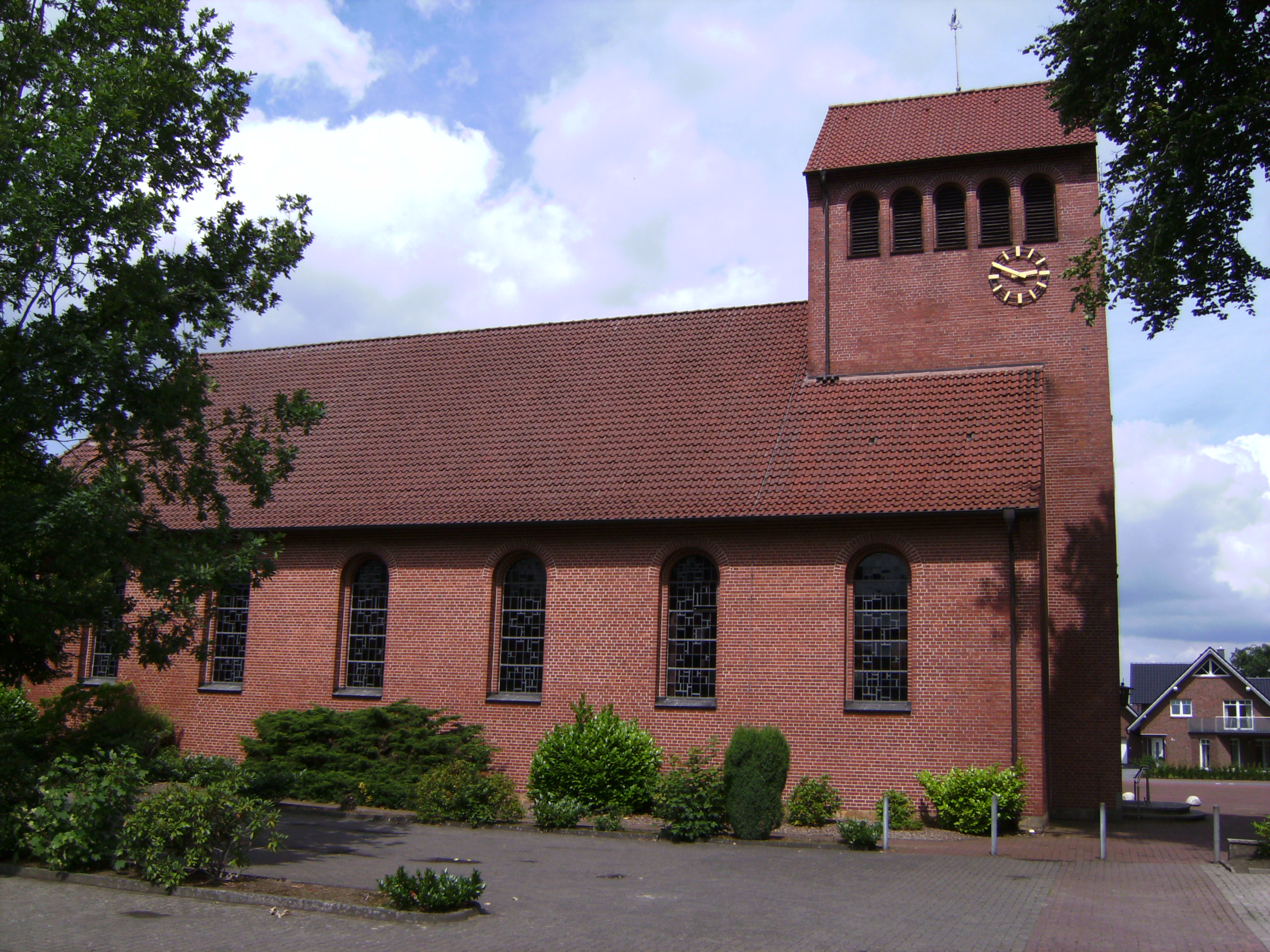
Eggermühlen, kerk
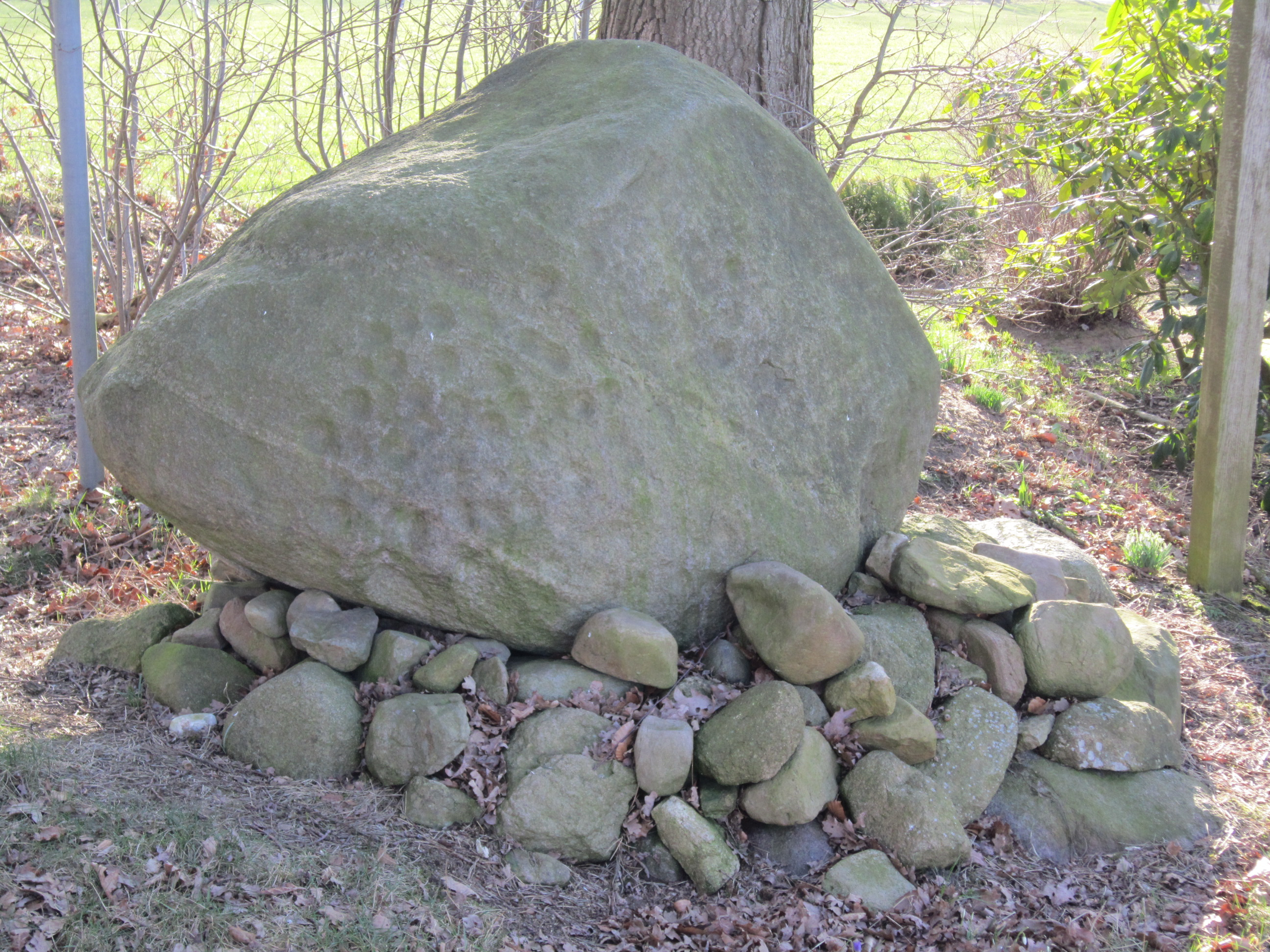
De Näpfchenstein „Teufelsstein“ (een napjessteen)
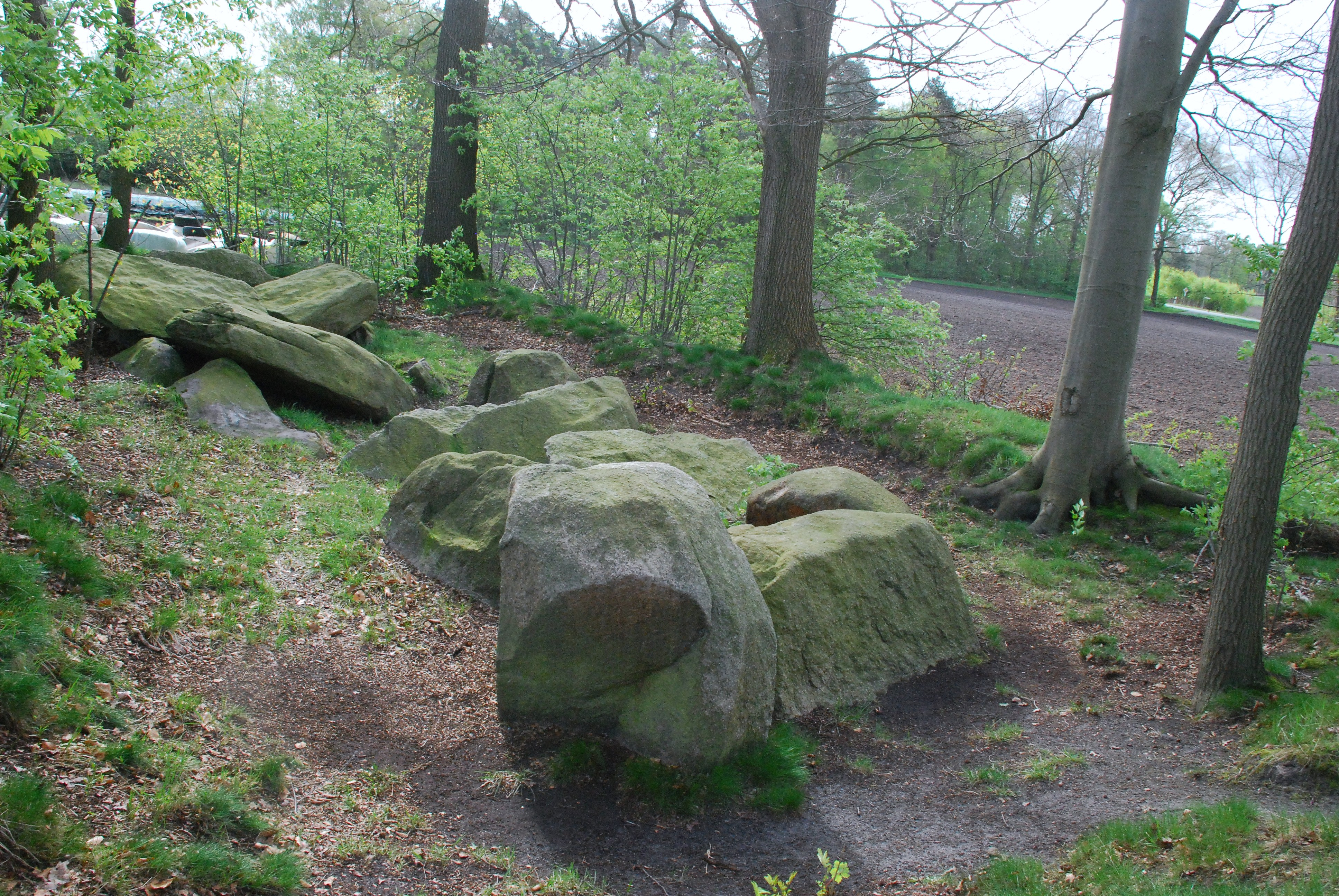
Großsteingrab Restrup

Zie verder onder: Samtgemeinde Bersenbrück.
- Gemeinsame Normdatei: 4439352-0
- Virtual International Authority File: 247369120

Alfhausen · 
Ankum · 
Bad Essen · 
Bad Iburg · 
Bad Laer · 
Bad Rothenfelde · 
Badbergen · 
Belm · 
Berge · 
Bersenbrück · 
Bippen · 
Bissendorf · 
Bohmte · 
Bramsche · 
Dissen am Teutoburger Wald · 
Eggermühlen · 
Fürstenau · 
Gehrde · 
Georgsmarienhütte · 
Glandorf · 
Hagen am Teutoburger Wald · 
Hasbergen · 
Hilter am Teutoburger Wald · 
Kettenkamp · 
Melle · 
Menslage · 
Merzen · 
Neuenkirchen · 
Nortrup · 
Ostercappeln · 
Quakenbrück · 
Rieste · 
Voltlage · 
Wallenhorst